# International Journal of Plant Sciences
International Journal of Plant Sciences is een internationaal botanisch wetenschappelijk tijdschrift. Sinds 1992 verschijnt het tijdschrift onder deze titel, tussen 1876 en 1991 verscheen het als Botanical Gazette en in 1875 en 1876 verscheen het als Botanical Bulletin. Het tijdschrift wordt uitgegeven door University of Chicago Press. Jaarlijks verschijnen negen nummers van het tijdschrift die samen een volume vormen. Naast de papieren versie, verschijnt sinds 1998 een online versie. De hoofdredacteur is Manfred Ruddat. Daarnaast maakt onder meer Peter Crane deel uit van de redactie. 
Het tijdschrift publiceert de resultaten van origineel peer reviewed onderzoek van laboratoria vanuit de hele wereld in alle gebieden van de plantkunde. Mogelijke onderwerpen zijn genetica, genomics, ontwikkelingsbiologie, celbiologie, biochemie, plantenfysiologie, plantenmorfologie, systematiek, interacties tussen planten en micro-organismen, paleobotanie, evolutiebiologie en oecologie. Het tijdschrift publiceert ook over onderzoek dat is gepresenteerd op grote botanische conferenties. 
In botanische literatuurverwijzingen wordt vaak de standaardaanduiding 'Int. J. Pl. Sci.' gebruikt. 